# Курганенское сельское поселение
Курганенское сельское поселение — муниципальное образование в Орловском районе Ростовской области. 
Административный центр поселения — хутор Курганный.

## Административное устройство
В состав Курганенского сельского поселения входят:
- хутор Курганный;
- хутор Верхневодяной;
- хутор Нижнеантоновский;
- хутор Терновой.

## Население
| 2010  | 2012  | 2013  | 2014  | 2015  | 2016  | 2017  |
| ----- | ----- | ----- | ----- | ----- | ----- | ----- |
| 1278  | ↘1245 | ↗1260 | ↘1234 | ↘1214 | ↘1190 | ↘1183 |
| 2018  | 2019  | 2020  | 2021  |       |       |       |
| ↘1173 | ↘1169 | ↗1171 | ↘1164 |       |       |       |